# Adromischus marianiae
Adromischus marianiae (лат.) — вид суккулентных растений рода Адромискус (Adromischus), семейства Толстянковые (Crassulaceae), произрастающий на территории Намибии и Капской провинций ЮАР (от Клануильяма до Фанрейнсдорпа).

## Название
Родовое латинское (научное) название Adromischus происходит от др.-греч. ἁδρός, hadrós — «взрослый», «толстый» или «громоздкий» и др.-греч. μίσχος, míschos — «стебель» или, вероятнее всего «цветонос».
Латинский видовой эпитет был присвоен в честь Мариан Кроссман (англ. Mariane Crossman), британской художницы-ботаника, которая посетила Южно-Африканскую Республику для создания рисунков.
В течение длительного времени видовой эпитет был ошибочно записан как marianae. В связи с этим, во многих книгах он часто указывается именно так, однако правильный вариант написания — marianiae.

## Ботаническое описание

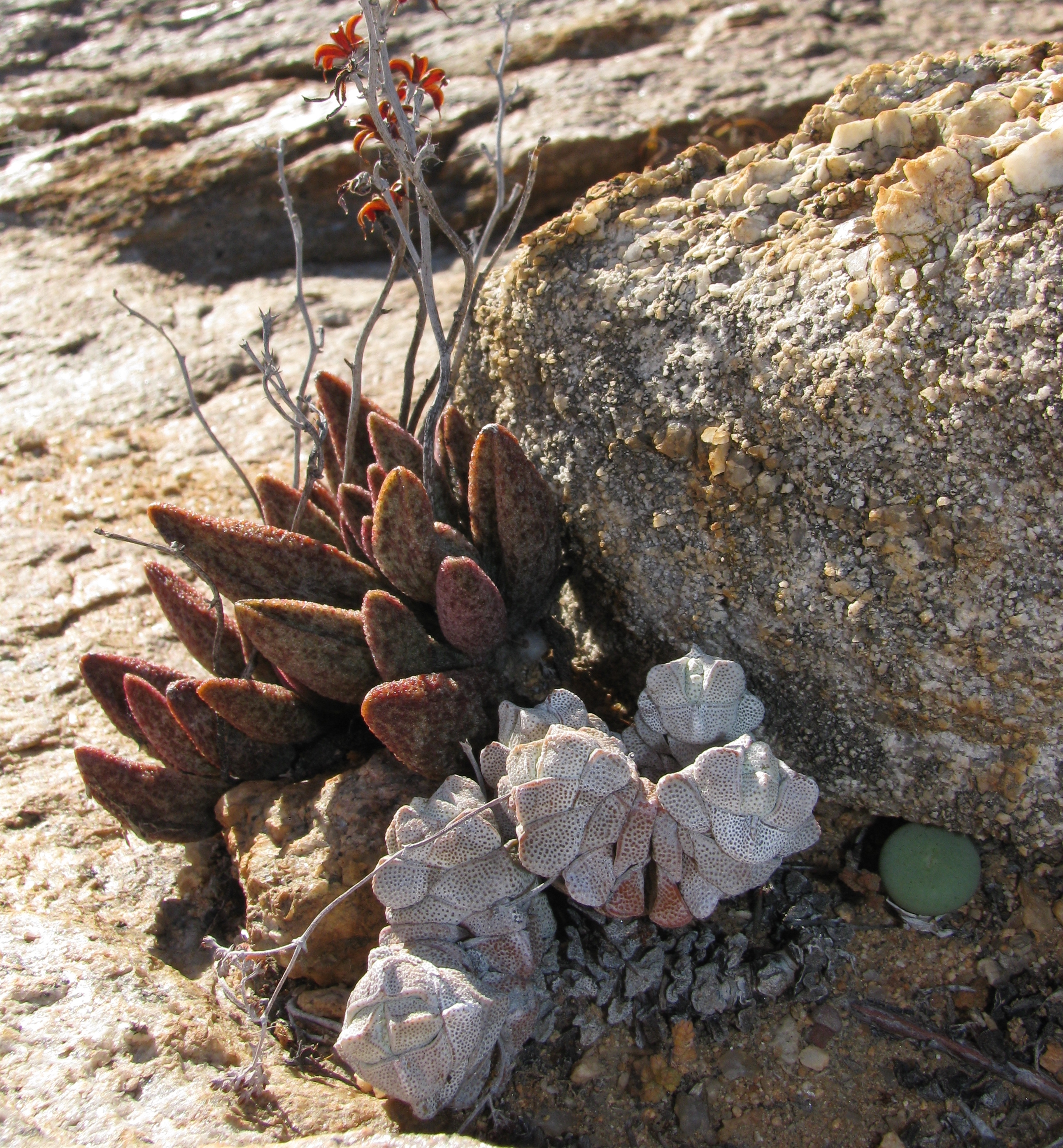
В дикой природе вместе с Crassula deceptor и представителем рода Конофитум (Conophytum)

Многолетник небольшого размера со стеблями высотой от 2,5 до 5 см (иногда до 8 см). Корни вздутые. Листья узколанцетные или обратнояйцевидные, слегка сплюснутые к вершине, с роговым краем. Часто они имеют заметные сосочковидные выросты и могут быть от красных до серо-зеленых.
Цветки собраны в колосовидное соцветие, обычно неразветвленное. Трубка венчика имеет длину около 10-12 мм и бледно-серо-зеленый цвет с густым восковым налетом. Лопасти венчика достигают 2-3 мм в длину и имеют мелкие булавовидные волоски у основания.

## Таксономия
Adromischus marianiae (Marloth) A.Berger, H.G.A.Engler, Nat. Pflanzenfam. ed. 2. 18a: 416 (1930).

### Синонимы
Гомотипные (основанные на одном и том же номенклатурном типе):
- Cotyledon marianiae Marloth (1907)

### Разновидности
Подтвержденные разновидности по данным сайта Plants of the World Online на 2023 год:
- Adromischus marianiae var. hallii (Hutchison) Toelken
- Adromischus marianiae var. immaculatus Uitewaal
- Adromischus marianiae var. kubusensis (Uitewaal) Toelken
- Adromischus marianiae var. marianiae